# Oleg Kuleshov
Oleg Kuleshov (Omsk, 15 de abril de 1974) fue un jugador de balonmano ruso que jugaba de central. Fue uno de los componentes de la Selección de balonmano de Rusia con la que ha disputado 123 partidos internacionales en los que ha anotó un total de 390 goles.

## Jugador
Producto de la cantera del Sdjuschor Omsk de su localidad natal, fichó con 17 años por el Kaustik Volgogrado, donde permanecería durante ocho temporadas, en las que acabaría formando una fantástica pareja ofensiva con su compañero de generación y durante muchos años en la selección rusa, el lateral izquierdo Sergey Pogorelov. 
En esta misma época se produciría su debut con la selección rusa, provocado por la necesidad que tenía el seleccionador Vladimir Maximov de encontrar un central tras la nacionalización de Talant Dujshebaev por España. Kuleshov e Igor Lavrov serían los encargados de llevar la dirección del juego ofensivo de Rusia durante el siguiente lustro, con la que se proclamarían campeones de Europa en 1996 y campeones del Mundo en 1997.
En 1999 tanto Pogorelov como Kuleshov abandonaron el Kaustik Volgogrado con rumbo a Alemania, siendo fichado Kuleshov por el SC Magdeburg, donde permanecería durante otras ocho temporadas. No obstante, poco después de firmar su contrato con el equipo sajón, sufrió un serio accidente de coche que hizo que peligrara su carrera deportiva. Consiguió recuperarse tras siete operaciones, consiguiendo el título de la Bundesliga en 2001 y alzarse con la Liga de Campeones la temporada siguiente, devolviendo a Magdeburgo el cetro continental tras 21 años. Tras un discreto partido de ida de la final contra el Veszprém, fue decisiva su aportación en la remontada en el partido de vuelta al anotar 5 goles.
Kuleshov abandonó en 2007 el SC Magdeburg, fruto de la reconstrucción del club tras perder gran parte del poderío económico que tenía y fichó por el histórico VfL Gummersbach, siendo una petición expresa del entonces entrenador del mismo Alfreð Gíslason, quien había sido entrenador suyo en Magdeburg durante 7 años. Al término de esta temporada decidió poner final a su carrera deportiva como jugador.

## Entrenador
Su primera experiencia en los banquillos se remonta a febrero de 2010, cuando fue designado entrenador asistente del entonces entrenador interino del SC Magdeburg, Sven Liesegang, de quien había sido compañero como jugador en el mismo club. 
En la temporada 2011-12 dirigió al modesto HF Springe de la tercera división alemana.
Desde marzo de 2012 hasta febrero de 2015 fue el seleccionador nacional de la Selección de Rusia.
- HF Spring (2011-2012)
- Selección de Rusia (2012-2015)

## Equipos
- Kaustik Volgogrado (1991-1999)
- SC Magdeburg (1999-2007)
- VfL Gummersbach (2007-2008)

## Palmarés
- Liga de Rusia 1996, 1997, 1998
- Bundesliga  2001
- Liga de Campeones  2002
- Supercopa de Europa 2001, 2002
- Copa EHF 2001, 2007